# Brug 2398
Brug 2398 (werktitel: N3) is een vaste brug in Amsterdam Nieuw-West.
Zij overspant vanaf voorjaar 2018 de gracht gelegen voor de Saskia van Uijlenburgkade, die zorgt voor een waterstroom tussen de waterweg en vijvers van het Rembrandtpark en de Slotervaart. Ze verzorgt daarbij de verbinding tussen het zuidelijkste stukje Rembrandtpark en de woonwijk Andreas Ensemble. Die woonwijk is aangelegd op het meest zuidelijke deel van het in 1935 door Cornelis van Eesteren ingetekende park, maar dat sinds 1965 bezet werd door het Andreas Ziekenhuis. Dat ziekenhuis sloot in 1996 en werd in 2005 gesloopt. Vanaf dan bouwde men rustig aan deze nieuwe wijk, maar daarbij moest het (bouw-)verkeer gebruik maken provisorisch aangelegde dammen. Bij de inrichtingsplannen werd deze brug (en haar zusje Brug 2399) al ingecalculeerd.
De ontwerper van de brug is Korth Tielens Architecten, dat wel vaker bruggen voor Amsterdam heeft ontworpen. De technische details voor de bruggen tezamen luidde bij aanbesteding op 2 november 2012.
- circa 56 betonnen funderingspalen (achttien palen van 18 meter lengte per landhoofd)
- betonnen onderbouw ca. 245 m³
- voorgespannen brugdekelementen van schoon beton van ca. 665 m²
- metalen brugleuningen/balustrades, ca. 140 meter
- brugdekverharding 480 m²

De planning was dat men in december 2016 klaar zou zijn met het voorbereidend werk en dat de brug eind 2017 opgeleverd kon worden. In februari 2018 lagen de bruggen bijna voltooid nog in het zand (ze werden dus op het droge gebouwd). Brug 2398 kreeg vanaf bovenaf gezien de vorm mee van een vlinder naar het idee van Korth Tielen. Ze is 38 meter lang waarbij het brugdek versmalt van 9 naar 6,50 en vervolgens weer uitloopt naar 9 meter. Het brugdek kent de in Amsterdamse V-vorm (lengterichting); het brugdek kreeg onderweg een knik mee. De uiteinden van de brug (vleugels van de vlinder) vormen tevens het talud. Daar kreeg de aannemer te maken met allerlei verschillende hellingshoeken, die tevens star moesten worden uitgevoerd (per m³ aan beton werd 15 kg titanium toegevoegd). Korth Tielen had hier het idee van de Japanse vouwkunst origami voor ogen. De brug kreeg verzinkte balustraden aan weerszijden van de ongescheiden fiets- en voetpaden (alleen een verschil in kleur wegdek); ze kregen een blauwe kleur mee. In de leuningen van brug 2398 is een tekst opgenomen van dichter Esma Moukhtar: Zie het water onder me doorgaan op de volgende brug.
De oplevering van de twee bruggen wordt gezien als de afsluiting van het project Andreas Ensemble.

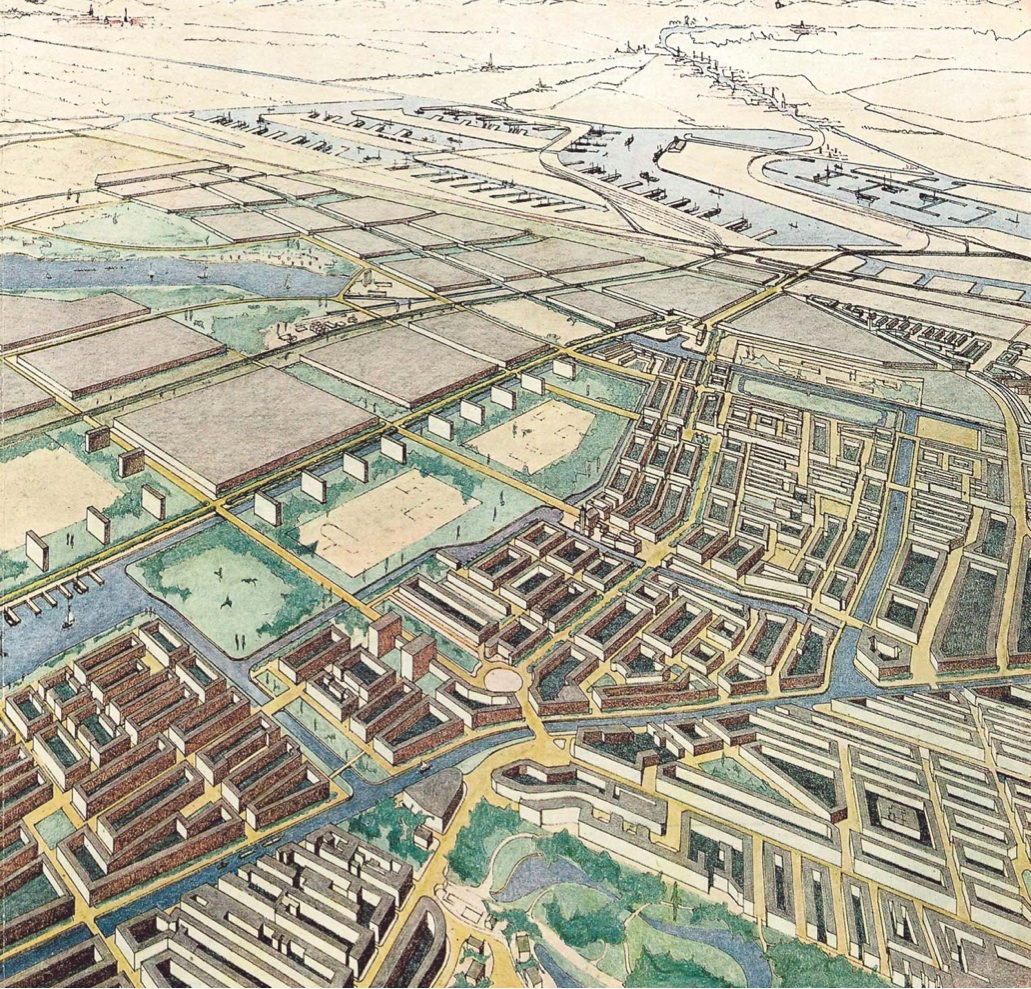
Vogelvlucht met de groene vlek van Rembrandtpark naar plan van Van Eesteren
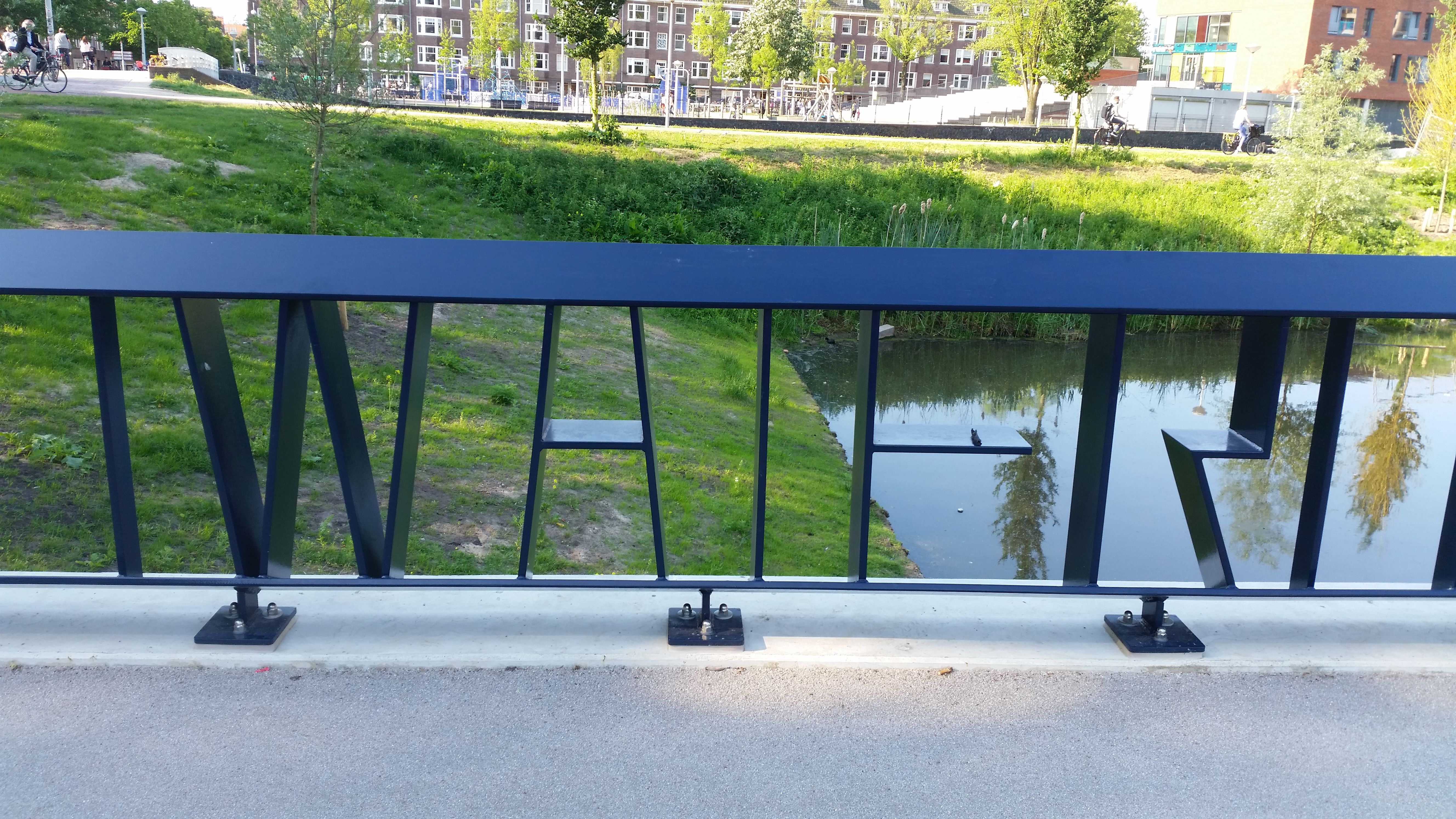
Water uit de tekst in de balustrades (mei 2018)